# ألونتي
ألونتي (بالإيطالية: Alonte)‏ هي مدينة في مقاطعة فشنزة بمنطقة فنيتة، شمال إيطاليا.